# Agustín Destribats
Agustín Alejandro Destribats (ur. 30 października 1997) – argentyński zapaśnik walczący w stylu wolnym. Olimpijczyk z Tokio 2020, gdzie zajął jedenaste miejsce w wadze 65 kg. Zajął trzynaste miejsce na mistrzostwach świata w 2023 roku. 
Brązowy medalista igrzysk panamerykańskich w 2023 i piąty w 2019. Złoty medalista mistrzostw panamerykańskich w 2025; srebrny w 2024; brązowy w 2019, 2020, 2022 i 2023; piąty w 2016. Trzeci w indywidualnym Pucharze Świata w 2020. Wygrał igrzyska Ameryki Południowej w 2022 i drugi w 2018. Złoty medalista mistrzostw Ameryki Południowej w 2015, 2016 i 2017.
Czwarty na igrzyskach olimpijskich młodzieży w 2014. Mistrz panamerykański juniorów w 2016 i 2017 roku.